# Rue du Cloître (Reims)
Pour les articles homonymes, voir Rue du Cloître.
La rue du Cloître  est une voie de la commune de Reims, située au sein du département de la Marne, en région Grand Est. 

## Situation et accès
Elle relie la rue de Courcy à la place Royale.

## Origine du nom
Elle porte le nom qui fait référence à l'ancien cloître du chapitre cathédrale de Reims.

## Historique
Elle est l'ancienne rue du Cloître-Notre-Dame.

## Bâtiments remarquables et lieux de mémoire
Elle a des immeubles de style Art déco.

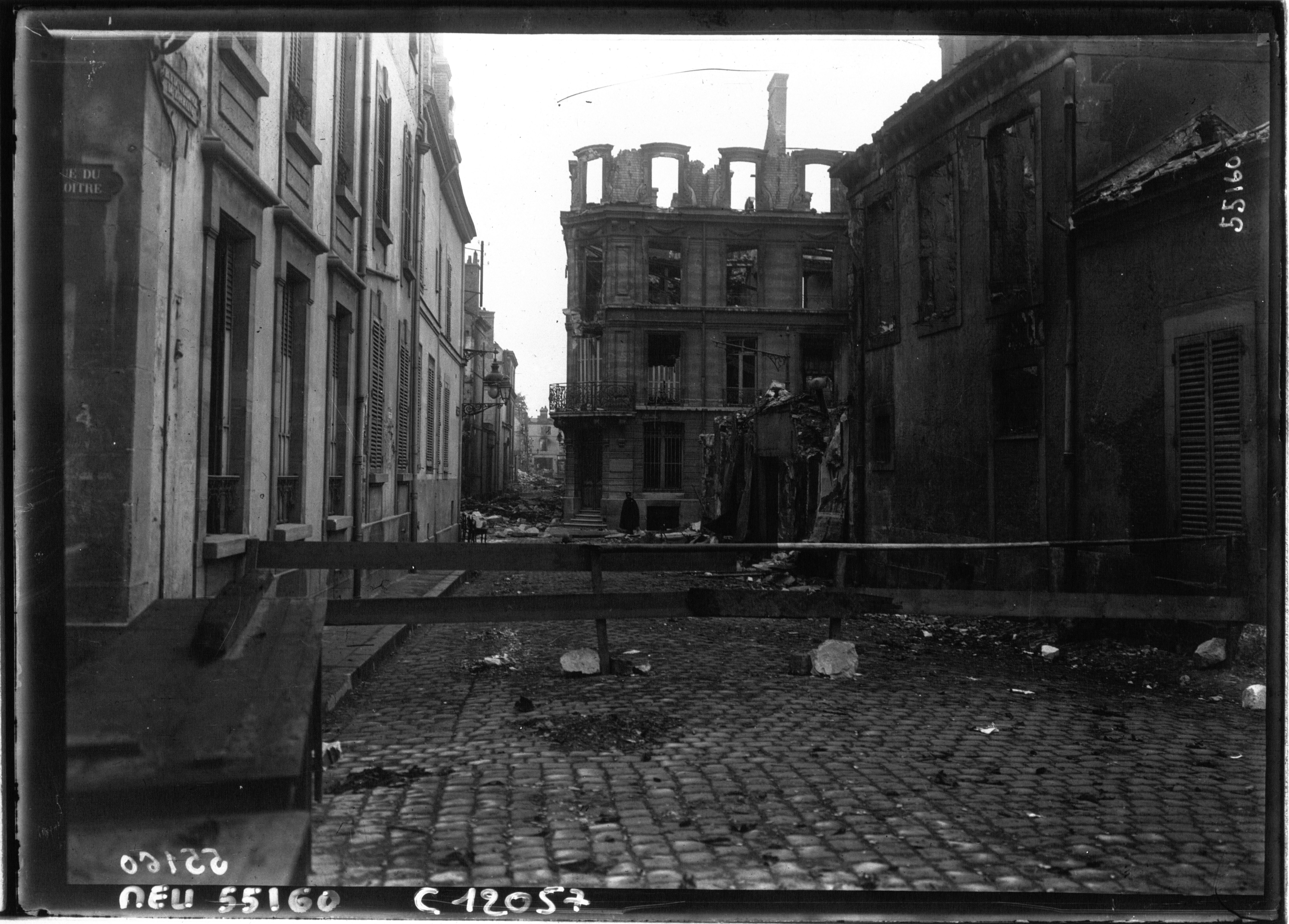
EN 1914 ravagée par la Grande Guerre.
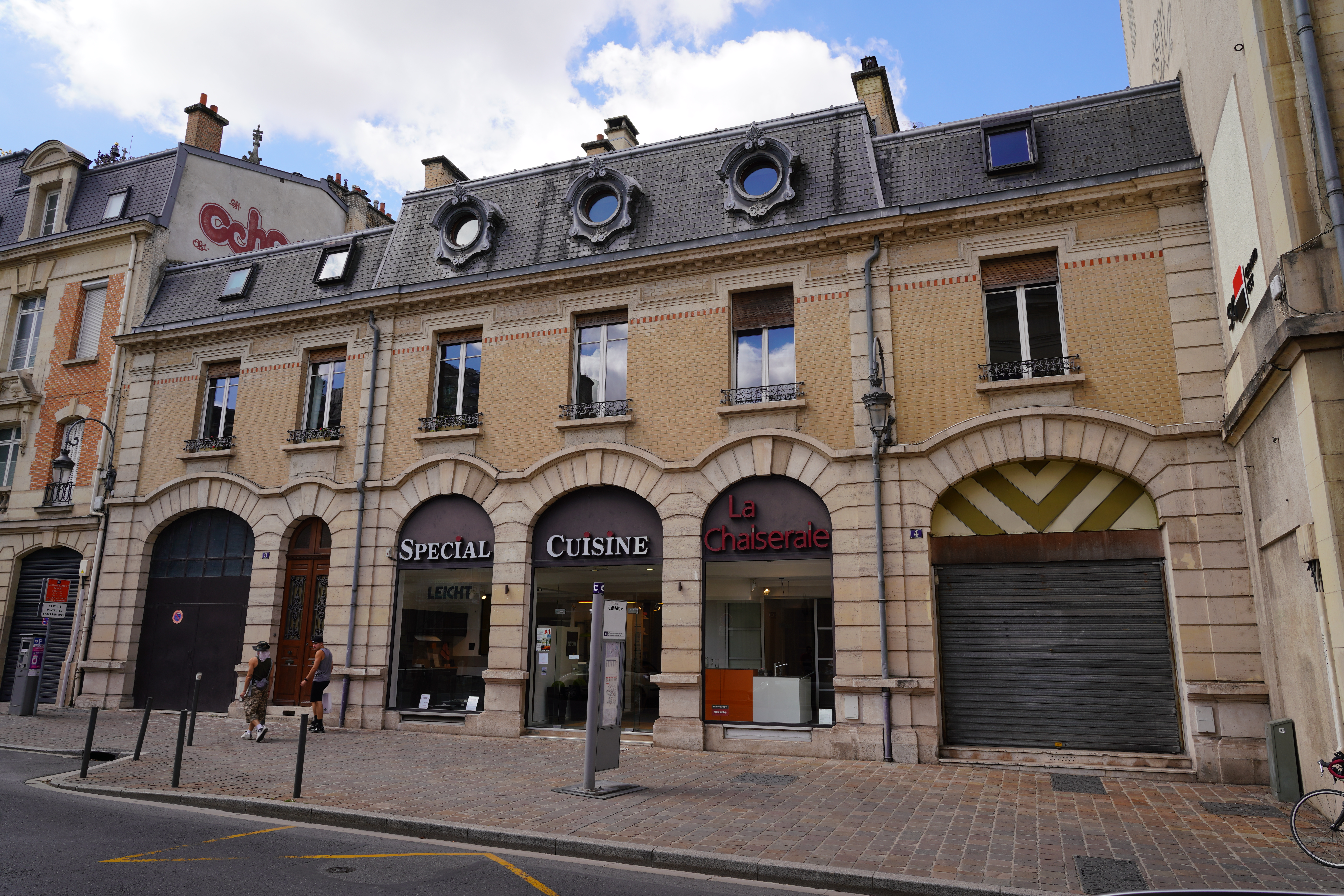
Bâtiment du à Max Sainsaulieu en 1922.